# Lo que escondían sus ojos
Lo que escondían sus ojos és una minisèrie de televisió basada en la novel·la homònima de Nieves Herrero, que recrea una història d'amor entre el ministre franquista Ramón Serrano Suñer i la marquesa consort de Llanzol, que es va convertir en un escàndol en els cercles socials més exclusius de la societat del moment i que no va arribar a transcendir a l'opinió pública. Va ser produïda per Mediaset España per la cadena espanyola Telecinco, on va ser estrenada el 22 de novembre de 2016 i és protagonitzada per Blanca Suárez, Rubén Cortada, Emilio Gutiérrez Caba, Charlotte Vega i David Solans.

## Argument
Sonsoles de Icaza, marquesa consort de Llanzol, dona avançada al seu temps que ho tenia tot — bellesa, riquesa i posició social — i Ramón Serrano Suñer, cunyat de Francisco Franco, ministre d'Afers exteriors i un dels homes forts del règim franquista, es van enamorar i van viure un idil·li romàntic clandestí a l'Espanya de la postguerra, marcada per la devastació ocasionada per la Guerra Civil i el suport de la qual buscaven tant nazis com aliats a l'inici de la Segona Guerra Mundial.

## Repartiment

### Repartiment principal
- Blanca Suárez - María Sonsoles de Icaza y de León, Marquesa consort de Llanzol
- Rubén Cortada - Ramón Serrano Suñer
- Emilio Gutiérrez Caba - Francisco de Paula Díez de Rivera y Casares, V Marquès de Llanzol
- Charlotte Vega - Carmen Díez de Rivera y de Icaza (Episodi 1; Episodi 4)
- David Solans - Ramón "Rolo" Serrano Polo (Episodi 4)
- Loreto Mauleón - Ramona "Zita" Polo y Martínez Valdés
- Pepa Aniorte - María del Carmen Polo y Martínez-Valdés
- Pepa Rus - Matilde
- Javier Rey - Cristóbal Balenciaga
- Víctor Clavijo - Antonio Tovar Llorente
- Antonio Pagudo - Dionisio Ridruejo Jiménez
- Cristina de Inza - Beatriz de León y Loynaz
- Verónika Moral - María Carmen de Icaza y de León
- Ben Temple - Samuel Hoare
- Belinda Washington - Purificación "Pura" Huétor
- Ricardo de Barreiro - Juan (Episodi 1 - Episodi 3)
- Carolina Meijer - Olivia (Episodi 1 - Episodi 3)
- Aïda Ballmann - Hilde (Episodi 1 - Episodi 3)
- Javier Gutiérrez - Francisco Franco Bahamonde
- Carlos Santos - Emilio Torres (Episodi 1 - Episodi 3)

### Repartiment recurrent
- Juan Carlos Villanueva - José Enrique Varela Iglesias
- Carlos Olalla
- Ana Adams - Sra. Hoare
- Arlen Germade
- Víctor Garrido
- Antonio Salazar - Luis Carrero Blanco
- Alexandra Pino
- Fran Morcillo
- José Saiz - Tono
- Sara Vidorreta - Sonsoles Díez de Rivera y de Icaza
- Christian Stamm - Joachim von Ribbentrop
- Pedro Civera - Amic del Marquès
- Voro Tarazona - Cura

## Crítica
La sèrie ha estat criticada tant pels qui consideren que banalitza els crims comesos sota el Règim franquista com per l'escàs rigor històric.

## Episodis i audiències
| Temporada | Temporada | Episodis | Estrena                | Final                  | Audiència mitjana | Audiència mitjana | Audiència mitjana |
| Temporada | Temporada | Episodis | Estrena                | Final                  | Espectadors       | Quota             |                   |
| --------- | --------- | -------- | ---------------------- | ---------------------- | ----------------- | ----------------- | ----------------- |
|           | 1         | 4        | 22 de novembre de 2016 | 20 de desembre de 2016 | 3 200 000         | 18,9%             |                   |

### Primera temporada
| N. (serie) | Títol                        | Director (es)  | Data d'emissió         | Audiència         |
| ---------- | ---------------------------- | -------------- | ---------------------- | ----------------- |
| 1          | «Dos mundos opuestos»        | Salvador Calvo | 22 de novembre de 2016 | 3 348 000 (19,3%) |
| 2          | «A corazón abierto»          | Salvador Calvo | 29 de novembre de 2016 | 3 213 000 (18,7%) |
| 3          | «Un secreto a voces»         | Salvador Calvo | 13 de desembre de 2016 | 3 129 000 (18,4%) |
| 4          | «El mundo en nuestra contra» | Salvador Calvo | 20 de desembre de 2016 | 3 111 000 (19,2%) |

### Especials derivats de la sèrie
| N. Episodi | Títol                              | Data d'emissió         | Audiència         |
| ---------- | ---------------------------------- | ---------------------- | ----------------- |
| 1          | «Historia de una pasión»           | 22 de novembre de 2016 | 1 175 000 (12,9%) |
| 2          | «El escándalo que marcó una época» | 29 de novembre de 2016 | 1 256 000 (13,4%) |
| 3          | «Los padres de Carmen»             | 13 de desembre de 2016 | 982 000 (11,3%)   |
| 4          | «Carmen, la musa de la Transición» | 20 de desembre de 2016 | 1 072 000 (14,3%) |